# Langeveld
Langeveld (Frans: Longchamp) is een wijk in de Belgische gemeente Ukkel in het Brussels Hoofdstedelijk Gewest. Het is een residentiële wijk in het noordoosten van de gemeente.

## Geschiedenis

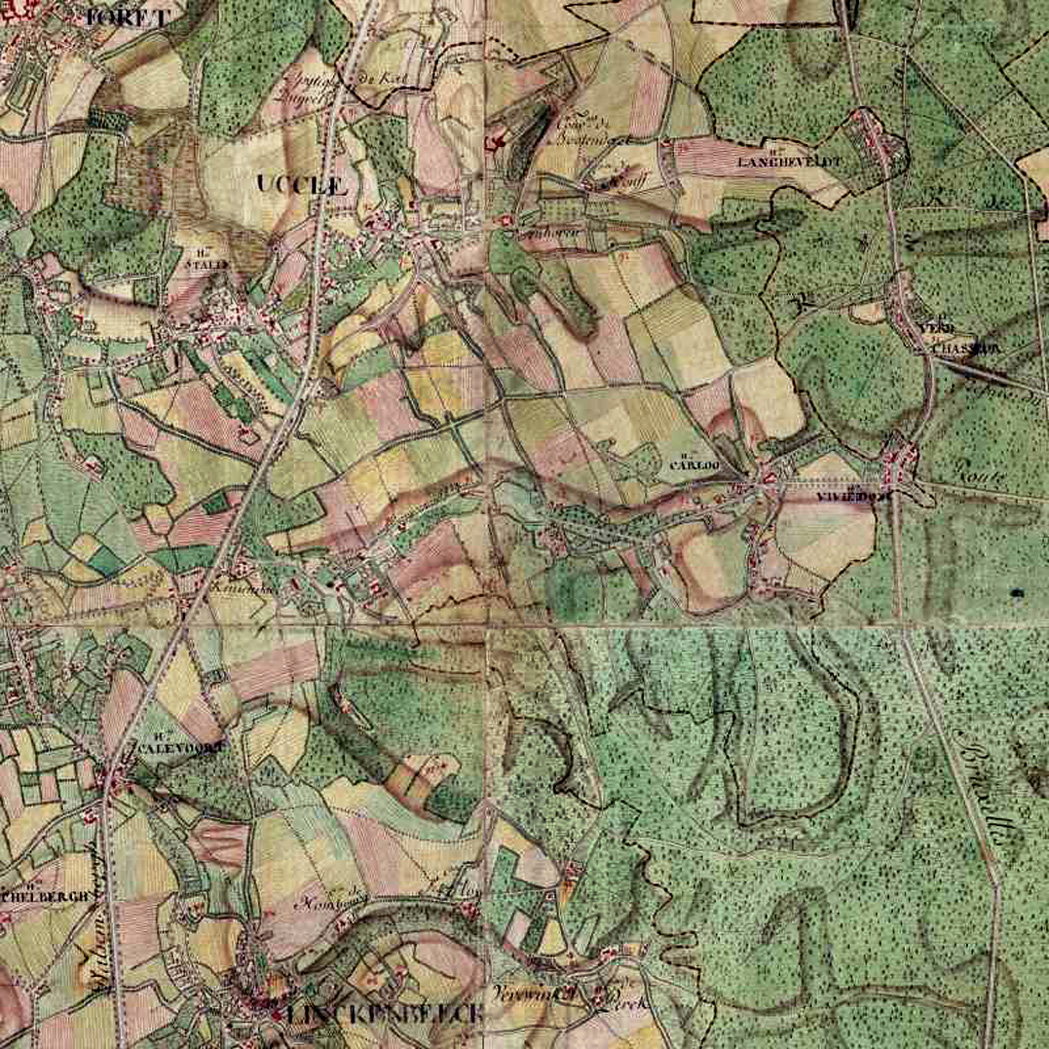
Ukkel op de Ferrariskaart met in het noordoosten Langeveld

De plaats lag aan de rand van het Zoniënwoud en zou genoemd zijn naar een herberg ofwel naar een grote, lange open plek in het bos. De plaats lag in de heerlijkheid Carloo. Op de Ferrariskaart uit de jaren 1770 staat de plaats aangeduid als het gehucht Langheveldt langs de steenweg van Brussel richting Waterloo en Terhulpen.
Eind 19de eeuw werd onder impuls van baron Georges Brugmann ten noorden van Langeveld een brede avenue aangelegd, aanvankelijk Avenue de Longchamp genoemd, later Winston Churchilllaan. De buurt raakte helemaal verstedelijkt als een residentiële wijk.

## Verkeer en vervoer
Ten oosten loopt de Waterloosesteenweg (N5), een zuidelijke uitvalsweg uit Brussel.
Bascule · Brugmann · Carloo/Sint-Job · Churchill · De Kat · Diesdelle · Dieweg · Engeland · Fort Jaco · Globe · Groene Jager · Groeselenberg · Homborch · Horzel · Kauwberg · Kalevoet · Keienbempt · Kriekenput · Neerstalle · Langeveld · Merlo · Moensberg · Stalle · Verrewinkel · Vossegat · Wolvenberg · Wolvendaal · Zeecrabbe